# لسان الثور المخزني
الدبون، أنشوزة مخزنية، بوغلض مخزني أو لسان الثور المخزني (باللاتينية: Anchusa officinalis) نوع نباتي يتبع جنس لسان الثور من الفصيلة الحِمحِمية.

## البيئة والانتشار
موطنه تركيا وأوروبا.

## مرادفات للاسم العلمي
- (باللاتينية: Anchusa angustifolia L.)
- (باللاتينية: Anchusa officinalis subsp. angustifolia (L.) Bjelcić)
- (باللاتينية: Anchusa arvalis Rchb.)
- (باللاتينية: Anchusa microcalyx Vis.)
- (باللاتينية: Anchusa osmanica Velen.)